# Perdigão
Pour les articles homonymes, voir Perdigão (homonymie).
Perdigão est une entreprise agroalimentaire brésilienne de l'État de Santa Catarina. Fondée à Videira en 1934, elle fusionne avec Sadia en 2009 pour devenir Brasil Foods.

## Données
- Chiffre d'affaires 2006 : 6,1 milliards de reais[1], soit environ 2,2 milliards d'euros (taux janvier 2007)
- Nombre d'employés en 2006 : environ 40 000[1]